# Piscina comunale Fausto Fabiano
La piscina comunale Fausto Fabiano è un impianto per sport acquatici che sorge nel centro della città italiana di Varese, al limitare sud-occidentale dei Giardini Estensi. Costruita tra il 1966 e il 1967, è la sede delle attività (nuoto e pallanuoto) della Varese Olona Nuoto, principale club natatorio cittadino.

## Dati strutturali
Lo stabile, intitolato a Fausto Fabiano (figura di spicco del panorama natatorio varesino e fondatore della Varese Olona Nuoto), ospita al suo interno due vasche: una maggiore, da sette corsie (avente una lunghezza di 25 m, larghezza 16,6 m e una profondità di 180 cm), e una minore (lunga 12 m, larga 5 m e profonda 90 cm). Ambedue le vasche sono configurate a skimmer, avendo il livello dell'acqua al di sotto del bordo.
Sulle piscine si affaccia una tribuna per il pubblico, capace di circa 250 posti a sedere.

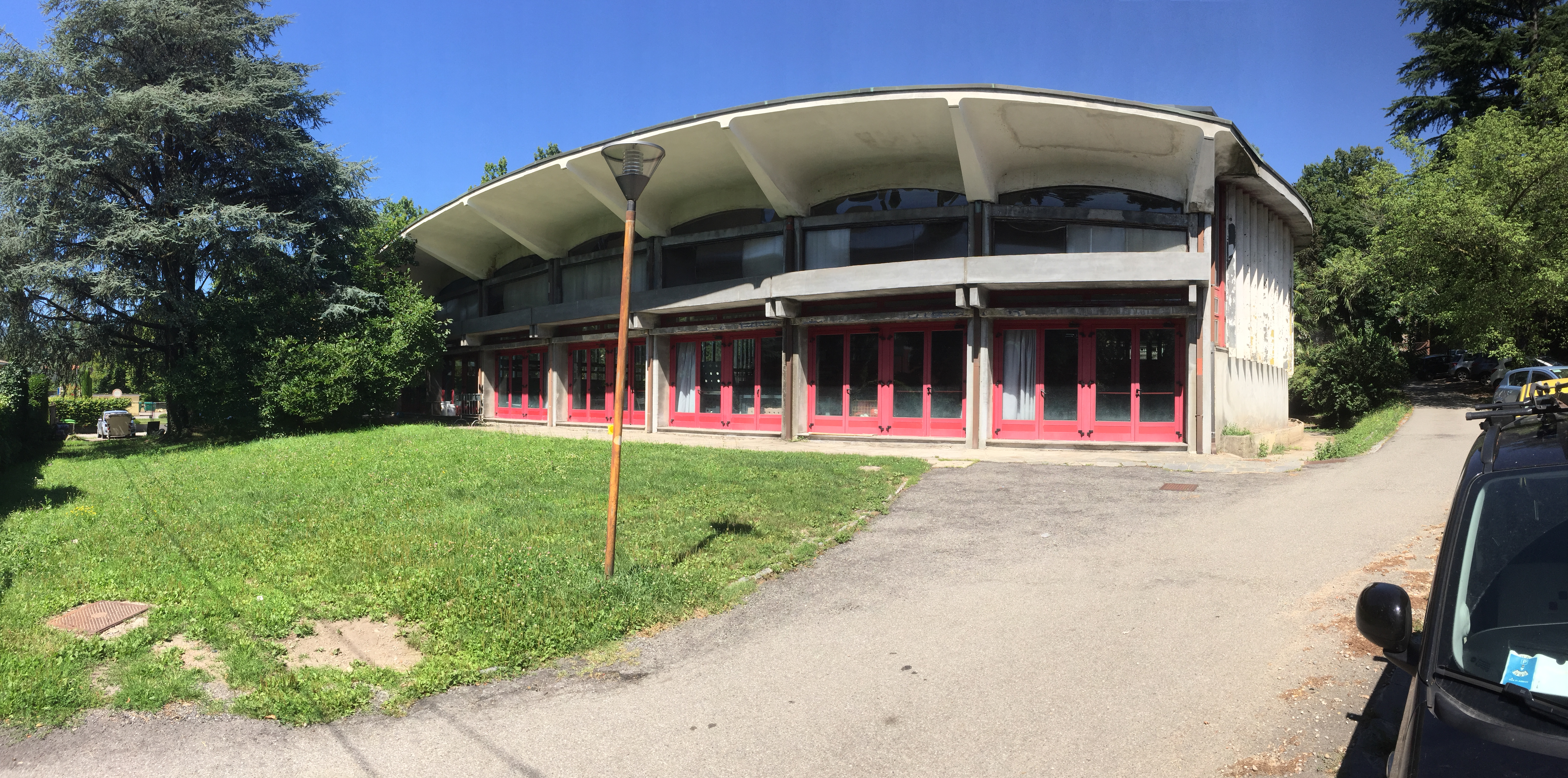
La facciata di via Copelli
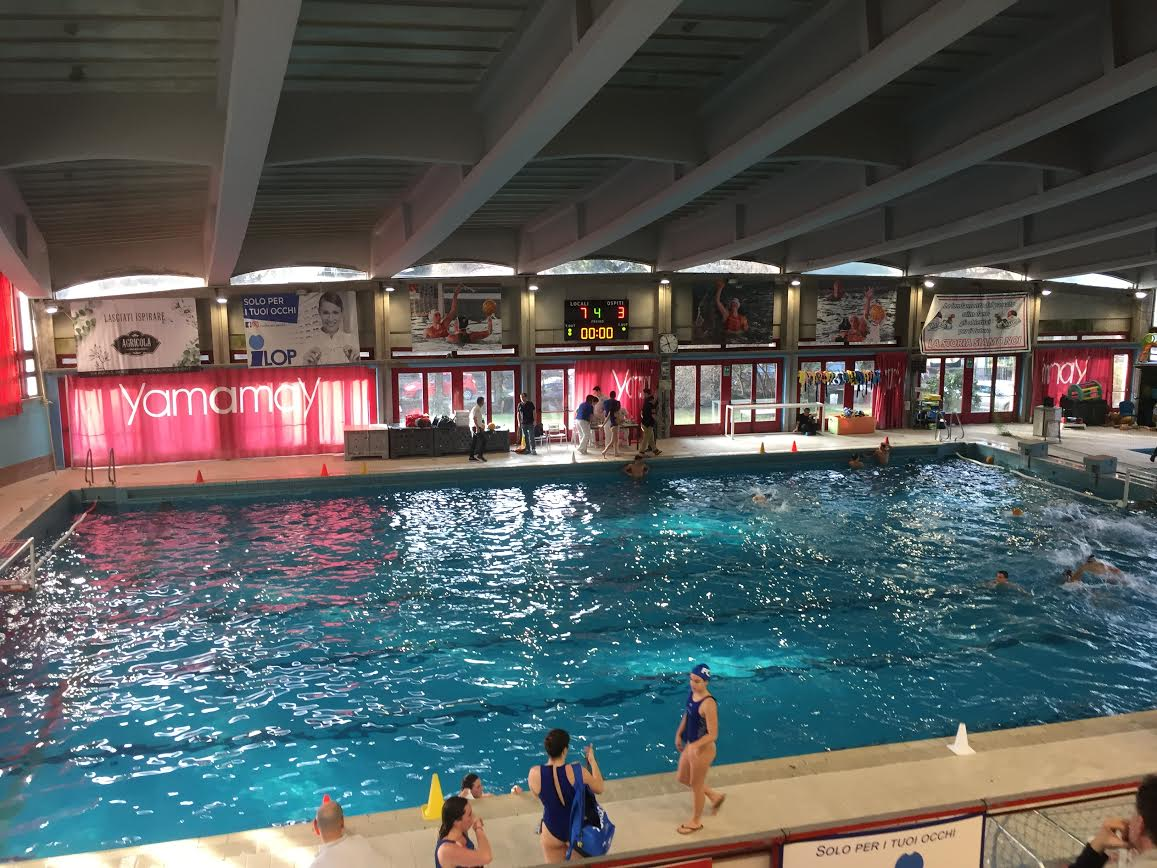
Interno